# Universidad de California en Santa Cruz
La Universidad de California, Santa Cruz (también conocida como UC Santa Cruz y UCSC) es una universidad coeducacional pública perteneciente a la red de la Universidad de California. La institución está localizada en Santa Cruz, California justo en la orilla del océano Pacífico.
A pesar de ser una de los campus más pequeños del sistema al que pertenece, la UC Santa Cruz ha sido nombrada la décimo octava mejor universidad pública de la nación por US News.

## Historia
Aunque originalmente se había concebido la idea de construir un campus en Santa Cruz en 1930, no fue hasta finales de los años cincuenta cuando la construcción de la universidad empezó. UCSC se convirtió en una de las nuevas instituciones creada por la red de la Universidad de California para resolver los problemas presentados por la explosión demográfica de tal periodo.
La universidad fue diseñada de tal manera que invoca una sensación de intimidad. Al contrario de otras universidades americanas, no tiene un gran monumento que pueda ser considerado como el emplazamiento central del campus. También es importante señalar que UC Santa Cruz siempre se ha destacado como una de las universidades más activistas, aun entre las de su mismo sistema.
La presencia de tal población estudiantil liberal ha llevado al fin de la hegemonía conservadora de Santa Cruz que databa de bastante décadas atrás. Una de sus diez residencias de estudiantes es Kresge College, una obra maestra del arquitecto californiano Charles W. Moore.
- Datos: Q1047293
- Multimedia: University of California, Santa Cruz / Q1047293